# Paul McDonald Calvo

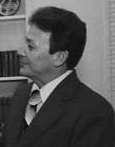
Paul McDonald Calvo (1981)

Paul McDonald Calvo (* 25. Juli 1934 in Hagåtña, Guam; † 16. Oktober 2024 in Mongmong-Toto-Maite, Guam) war ein US-amerikanischer Politiker. Zwischen 1979 und 1983 war er Gouverneur von Guam.

## Werdegang
Paul McDonald Calvo besuchte die George Washington High School in Guam, die Peacock Military Academy und schließlich die Santa Clara University in Kalifornien. Seit 1958 arbeitete er in der familieneigenen Versicherungsagentur in Guam. In den 1960er Jahren begann er als Mitglied der Republikanischen Partei eine politische Laufbahn. 1965 wurde er in den Senat von Guam gewählt. Nach zwei Wiederwahlen konnte er dort drei Legislaturperioden absolvieren. Dabei leitete er den Ausschuss für Steuern und Finanzen. Außerdem führte er dort die republikanische Fraktion.
Im Jahr 1978 wurde Calvo als Nachfolger von Ricardo Bordallo zum neuen Gouverneur von Guam gewählt. Diesen Posten bekleidete er zwischen dem 1. Januar 1979 und dem 1. Januar 1983. Danach übernahm sein Vorgänger Bordallo dieses Amt erneut. Nach dem Ende seiner Zeit als Gouverneur ist Paul Calvo politisch nicht mehr in Erscheinung getreten.
Paul Calvo ist der Vater des 1961 geborenen Eddie Calvo, seines Zeichens von 2011 bis 2019 Gouverneur von Guam.

## Einzelnachweis
1. ↑  'Today, we have truly lost a giant': Guam's former governor, Paul M. Calvo, dies at 90. In: guampdn.com. 16. Oktober 2024, abgerufen am 16. Oktober 2024 (englisch).